# Чернухин, Игорь Андреевич
Игорь Андреевич Чернухин (8 февраля 1930, Томаровка — 28 апреля 2017, Белгород) — русский поэт, прозаик, публицист, член Союза писателей России, Заслуженный работник культуры Российской Федерации.

## Биография
Родился 8 февраля 1930 года в селе Томаровка Томаровского района Центрально-Чернозёмной области (сейчас в составе Яковлевского района Белгородской области).
В 1948 году окончил Томаровскую среднюю школу и поступил в Харьковский юридический институт.
В 1950 году, будучи студентом третьего курса, подвергся политическим репрессиям. Пять с половиной лет находился в спецлагерях (Джезказган), где работал на руднике и стройках.
В 1956 году освобожден и реабилитирован специальной комиссией ЦК КПСС и Верховного Совета СССР «за необоснованностью осуждения».
Вернувшись в Белгород, работал на стройках города.
Первые стихи были опубликованы осенью 1957 года в газете «Белгородская правда».
В 1960 году вышел в свет первый поэтический сборник «Лицом к свету».
В 1967 году окончил Литературный институт им. А. М. Горького. Учился в творческих мастерских В. Тушновой, С. Бабенышевой, А. Коваленкова.
Работал редактором отдела художественной литературы Белгородского книжного издательства, заведующим отделом писем Белгородской районной газеты «Знамя», директором Дома народного творчества.
Был одним из организаторов Белгородского отделения Союза писателей РСФСР в декабре 1964 года. Возглавлял областную писательскую организацию в 1970—1972 годы и 1980—1987 годы, избирался делегатом нескольких съездов Союза писателей СССР и РСФСР.
Дважды избирался депутатом Белгородского городского Совета народных депутатов (1982—1987 годы), работал в постоянной комиссии по культуре.
В 1975 году создал и до 1990 года возглавлял литературную студию «Современник» при ДК «Строитель» в Белгороде.
Активно сотрудничал с Белгородским областным драматическим театром имени М. С. Щепкина, создал тексты песен к спектаклям «Великие голодранцы» (музыка А. Н. Пахмутовой) и «Сирано де Бержерак», долгие годы был членом художественного совета театра.
Писал стихи для студенческого народного театра Белгородского технологического института строительных материалов.
Умер 28 апреля 2017 года в Белгороде.

## Тема Великой Отечественной войны в творчестве
Когда началась Великая Отечественная война семья Чернухиных находилась в Западной Белоруссии, куда в предвоенное время был командирован отец — Андрей Данилович. Отец ушел на фронт, а мама Зинаида Павловна с сыном были эвакуированы в уральский город Катав-Ивановск. В эвакуации, школьник Игорь Чернухин написал свои первые стихи и отправил на фронт отцу. Получил одобрительный ответ, что послужило стимулом к дальнейшему творчеству. Весточки от отца были долгожданной радостью. Эти детские воспоминания вылились в стихотворение «Письма» (1963). Особенно тяжелый первый год войны, каким его запомнил подросток, отразился в стихотворении «1941» («И я, пожалуй, видел всякое»).
В марте 1944 года Игорь Чернухин с мамой и демобилизованным из госпиталя отцом возвращались с Урала в родную Томаровку. Проезжали мимо поля танкового сражения под Прохоровкой. До самого горизонта на белом снегу зловеще чернели разбитые танки.
Подвигу русских солдат на Курской дуге и Поле под Прохоровкой Игорь Чернухин посвятил стихи «Прохоровка. 12 июля 1943 года», «Четыре года гуси плакали», «Баллада о героическом батальоне» (памяти батальона А. Бельгина, получившего звание «героический» в битве на Курской дуге), поэму «Третье поле».
Радостный день «со слезами на глазах» освобождения города Белгорода запечатлён в стихотворении «Белгород. 5 августа 1943 года».
Тема войны — одна из главных в творчестве поэта. Широко известными стали стихи: «Хлеб победного года», «У вечного огня», «На войне», «У памятника герою», «Поверка» и др.

## Награды, премии и звания
- Член Союза писателей СССР с 1964 года
- Член Союза писателей России
- Лауреат литературной премии Белгородского комсомола (1978) за книги «Дни» и «Берег памяти».
- Лауреат литературно-патриотической премии Союза писателей России «Прохоровское поле» (2002) за поэму «Третье поле» и цикл патриотических стихов.
- 8 января 1999 года Указом Президента Российской Федерации И. А. Чернухину за заслуги в области культуры и многолетнюю плодотворную работу присвоено почётное звание «Заслуженный работник культуры Российской Федерации».
- медаль «За доблестный труд. В ознаменование 100-летия со дня рождения В. И. Ленина» (1970)
- Юбилейная медаль «60 лет Победы в Великой Отечественной войне 1941—1945 гг.» (2005)
- медаль «За заслуги перед землёй Белгородской» I степени (2010).
- 5 февраля 2010 года Решением Муниципального совета Яковлевского района присвоено звание «Почётный гражданин Яковлевского района»[8].
- Неоднократно награждался Почётными грамотами Белгородского обкома КПСС, губернатора области, главы местного самоуправления г. Белгорода.[9][10]

## Память
Имя И. А. Чернухина занесено в Белгородскую энциклопедию (2000), в энциклопедию «Лучшие люди России» (Москва, 2005). Одна из улиц пгт. Томаровка носит имя поэта.
Изучение творчества вошло в программу предмета «Родная литература» в школах Белгородской области.
Строки стихов высечены на мемориальном комплексе «Курская дуга» в Яковлевском районе, у трассы Москва-Симферополь; на братской могиле советских воинов в пгт. Прохоровка; на памятнике «Скорбящая мать» у братской могилы восточнее села Бутово Яковлевского района.
В январе 2019 года состоялось торжественное открытие мемориальной доски Игорю Анреевичу Чернухину на фасаде здания Томаровского Дома культуры.